# Lac Causapscal
Pour les articles homonymes, voir Causapscal (homonymie).
Le lac Causapscal [kozapskal] est un plan d'eau douce situé dans l'est du Québec dans la vallée de la Matapédia.  Il est situé dans le sous bassin de la rivière Casault, un affluent de la rivière Causapscal.

## Toponymie
Le lac Causapscal reprend le nom de la rivière Causapscal.  Ce nom provient du micmac Goesôpsiag ou Gesapsgel ou encore Gesôpsgigel qui signifie « fond pierreux et brillant ».

## Géographie
Le lac Causapscal est situé dans le territoire non-organisé du Lac-Casault dans la municipalité régionale de comté de La Matapédia dans la région administrative du Bas-Saint-Laurent, au Québec, au Canada.

### Source en ligne
- Commission de toponymie du Québec